# Juris Hartmanis
Juris Hartmanis (Riga, 5 juli 1928 – Ithaca (New York), 29 juli 2022) was een Lets informaticus. Samen met Richard E. Stearns won hij in 1993 de Turing Award voor het leggen van de funderingen van de complexiteitstheorie, zoals het gebruik van complexiteitsklassen.

## Biografie
Hartmanis behaalde aan de Philipps-Universiteit Marburg in Duitsland een bachelorgraad in natuurkunde. In 1951 behaalde hij in de Verenigde Staten een mastergraad in toegepaste wiskunde aan de University of Kansas City (tegenwoordig University of Missouri–Kansas City). In 1955 behaalde hij zijn Ph.D. in wiskunde aan het California Institute of Technology onder begeleiding van Robert P. Dilworth.
In 1958 begon Hartmanis te werken bij het General Electric Research Laboratory waar hij veel principes van de complexiteitstheorie ontwikkelde. In 1965 werd hij professor aan de Cornell-universiteit en tevens een van de oprichters van het informatica-departement van deze universiteit.
In 1965 publiceerde hij ook samen met Richard E. Stearns het werk getiteld On the computational complexity of algorithms in Transactions of the American Mathematics Society waarin de funderingen van de complexiteitstheorie gelegd werden. In deze publicatie werd de complexiteit van algoritmen voor het eerst gebaseerd op turingmachines in tegenstelling tot eerder onderzoek op dit gebied. In 1985 zou Richard Karp dit bestempelen als een publicatie waarin de kijk op dit onderwerp werd veranderd.
In 1993 ontving hij samen met Richard E. Stearns de Turing Award voor hun bijdragen aan de complexiteitstheorie:
In recognition of their seminal paper which established the foundations for the field of computational complexity theory.— Association for Computing Machinery
Hartmanis overleed eind juli 2022 op 94-jarige leeftijd.
1966: Alan J. Perlis ·
1967: Maurice V. Wilkes ·
1968: Richard Hamming ·
1969: Marvin Minsky ·
1970: J.H. Wilkinson ·
1971: John McCarthy ·
1972: Edsger Dijkstra ·
1973: Charles W. Bachman ·
1974: Donald E. Knuth ·
1975: Allen Newell, Herbert Simon ·
1976: Michael Rabin, Dana S. Scott ·
1977: John Backus ·
1978: Robert W. Floyd ·
1979: Kenneth E. Iverson ·
1980: Tony Hoare ·
1981: Edgar F. (Ted) Codd ·
1982: Stephen A. Cook ·
1983: Ken Thompson, Dennis M. Ritchie ·
1984: Niklaus Wirth ·
1985: Richard M. Karp ·
1986: John Hopcroft, Robert Tarjan ·
1987: John Cocke ·
1988: Ivan Sutherland ·
1989: William Kahan ·
1990: Fernando J. Corbató ·
1991: Robin Milner ·
1992: Butler Lampson ·
1993: Juris Hartmanis, Richard E. Stearns ·
1994: Edward Feigenbaum, Raj Reddy ·
1995: Manuel Blum ·
1996: Amir Pnueli ·
1997: Douglas Engelbart ·
1998: Jim Gray ·
1999: Frederick P. Brooks, Jr. ·
2000: Andrew Chi-Chih Yao ·
2001: Ole-Johan Dahl, Kristen Nygaard ·
2002: Ron Rivest, Adi Shamir, Leonard M. Adleman ·
2003: Alan Kay ·
2004: Vinton G. Cerf, Robert E. Kahn ·
2005: Peter Naur ·
2006: Frances E. Allen ·
2007: Edmund M. Clarke, E. Allen Emerson, Joseph Sifakis ·
2008: Barbara Liskov ·
2009: Charles Thacker ·
2010: Leslie Valiant ·
2011: Judea Pearl ·
2012: Shafi Goldwasser, Silvio Micali ·
2013: Leslie Lamport ·
2014: Michael Stonebraker ·
2015: Martin Hellman, Whitfield Diffie ·
2016: Tim Berners-Lee ·
2017: John L. Hennessy, David Patterson ·
2018: Yoshua Bengio, Geoffrey Hinton, Yann LeCun ·
2019: Patrick M. Hanrahan, Edwin E. Catmull ·
2020: Alfred Aho, Jeffrey Ullman ·
2021: Jack Dongarra ·
2022: Robert Metcalfe ·
2023: Avi Wigderson